# یواس‌اس ویس (دی‌یی-۳۷۸)
یواس‌اس ویس (دی‌یی-۳۷۸) (به انگلیسی: USS Weiss (DE-378)) یک کشتی بود که طول آن ۳۰۶ فوت (۹۳ متر) بود.